# برناردو اوهیگینس
برناردو اوهیگینس (انگلیسی: Bernardo O'Higgins؛ ۲۰ اوت ۱۷۷۸ – ۲۴ اکتبر ۱۸۴۲) یک ارتشبد و سیاستمدار اهل شیلی بود.

## زندگی‌نامه
برناردو اوهیگینس، یکی از اعضای خانواده اوخیگینس، در سال ۱۷۷۸ در شهر شیلان شیلی متولد شد. او فرزند نامشروع آمبروزیو اوهیگینس بود. پدرش، آمبروزیو، اولین مقام اشرافی در منطقه اوسورنو، و یک افسر اسپانیایی متولد شده در شهرستان اسلایگو در ایرلند بود که فرماندار شیلی و بعداً نایب السلطنه پرو شد. مادرش ایزابل ریکلمه، یک فرد برجسته محلی، دختر دون سیمون ریکلمه ای گویکولیا، یکی از اعضای شورای شهر شیلان بود.
او یک فرمانده ارشد ارتش شیلی، سرتیپ استان‌های متحد ریودولا پلاتا، ارتشبد کلمبیای بزرگ و مارشال در ارتش پرو بود.